# Papuánský záliv
Papuánský záliv je součástí Korálového moře, které je okrajovým mořem Tichého oceánu. Omývá na jihu pobřeží Papuy Nové Guineje a také pobřeží Port Moresby, hlavního města Papuy Nové Guineje.

## Geografie
Do zálivu ústí některé z velkých papuánských řek, mezi nimi Fly, Turama, Kikori a Purari, a vytvářejí rozlehlou deltu. Na západním pobřeží jsou většinou přílivové bažiny, na východě je pobřeží ploché a písčité.